# 아데나 카카니스
어시나 커캐니스(Athena Karkanis, 1981년 9월 7일 ~ )는 캐나다의 배우, 성우이다.
레스브리지에서 태어났다.

## 출연 작품
- 스파키 (2016년) - 코코 목소리 역
- 폭스드! (2013년)
- 서바이벌 오브 더 데드 (2009년)
- 쏘우 - 여섯번의 기회 (2009년) - 린지 페레즈 요원 역
- 아트 오브 워 2 (2008년)
- 리포!더 제네틱 오페라 (2008년)
- 쏘우 5 (2008년)
- 쏘우 4 (2007년) - 형사 페레즈 역

### 텔레비전
- 더 로터리 (2014년)
- 로우 윈터 썬
- 로스트 걸 시즌2
- 국경특수수사대 3